# 辽宁省博物馆
辽宁省博物馆，是中國辽宁省内规模最大的综合性博物馆，国家一级博物馆、中央地方共建国家级博物馆。

## 历史沿革
- 1933年，满洲国時期在原奉系军阀汤玉麟官邸建立满洲国立中央博物馆奉天分馆。
- 1946年，中国抗日战争胜利后由国民政府接管，改为国立沈阳博物院古物馆，系当时国内三大博物院之一。[3]
- 1948年11月，东北人民政府文物管理委员会接收该馆。
- 1949年，利用馆内原有基建，扩充馆藏后正式建立了东北博物馆，这成为中共建政后的第一座博物馆。
- 1958年1月5日，改为辽宁省博物馆。
- 1983年2月21日，馆址西侧扩建展览楼四千平方米，扩建文物库房一千平方米。
- 1985年10月16日，博物馆之友召开第一次会议，首批发展博物馆之友31人，同期馆工会成立。
- 1997年3月6日，辽宁省博物馆新馆（市府广场）立项，新建地址位于沈阳市市府广场东侧。
- 2004年11月12日，筹建六年的辽宁省博物馆新馆（市府广场）开馆，新馆展厅总面积8,531平方米，设12个展厅。
- 2008年5月18日，被国家文物局评定为首批国家一级博物馆。
- 2009年，被国家文物局和中华人民共和国财政部认定为首批中央地方共建国家级博物馆。
- 2011年8月，因应辽宁省举办第十二届全国运动会，辽宁省博物馆新馆在沈阳市浑南区正式破土动工。
- 2015年5月16日，辽宁省博物馆从沈阳市沈河区市府广场迁至浑南区新址，并将新馆正式向公众开放[1]。新馆占地面积达8.32万平方米，是目前全国面积最大的省级博物馆。运营后的新馆首展1,417件文物珍品，其中馆藏文物1,281件。2015年全年，观众参观量为48.3万[1]。

## 展览陈列
常规展览有历史陈列“古代辽宁”；“明清瓷器展”、“明清玉器展”、“中国古代碑志展”、“辽代陶瓷”等专题陈列，另有若干临时特展。

## 主要馆藏

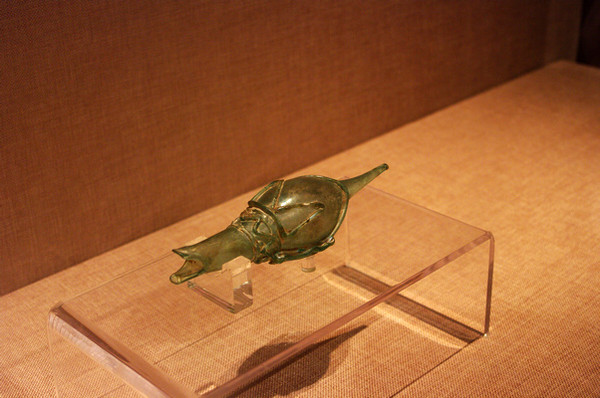
辽宁省博物馆藏鸭形玻璃注

博物馆馆内现有馆藏文物近120000件（套），收藏范围以辽宁地区考古出土文物和传世的历史艺术类文物为主体，藏品包含珍贵文物数万件，分考古、书法、绘画、丝绣、青铜、陶瓷等17个门类。
其中曾被宫廷收藏的传世文物，如晋唐宋元书画、宋元明清缂丝刺绣、历代碑志、古地图、历代货币等影响有别于其他珍贵文物。法书中的《曹娥诔辞》、《仲尼梦奠帖》、《古诗四帖》；绘画中的《簪花仕女图》、《虢国夫人游春图》、《瑞鹤图》；拓片中的《熹平石经》和《正始石经》都是并世无双的名作。这一批清宫旧藏奠定了辽宁省博物馆在历史艺术领域的专业地位。
辽宁地区考古出土文物构成馆藏的另一部分。红山文化玉器、商周时期窖藏青铜器、辽代瓷器、明清版画除了反映出各自的时代特征之外，还富于东北的地方以及民族特色。

## 参观事项

### 开放时间
免费参观时间：4月1日至10月31日9:00—17:00（16:00停止入场）；11月1日至3月31日9:30—16：30（15:30停止入场）。星期一（国家法定假日除外）闭馆，除夕日闭馆，同时部分节假日会视情况执行特殊开放时间。

### 乘车路线
地铁二号线省博物馆站D出入口可直达博物馆正门。

### 联系电话
024-23205102-5100 	